# Emiliano Zapata (Taretan)
Emiliano Zapata es una localidad del estado mexicano de Michoacán. Es parte del municipio de Taretan.

## Toponimia
El nombre de la localidad rinde homenaje a Emiliano Zapata, héroe de la Revolución mexicana.

## Demografía
| Gráfica de evolución demográfica |
|                                  |

| Censo | Población |
| ----- | --------- |
| 1940  | 141       |
| 1950  | 195       |
| 1960  | 204       |
| 1970  | 559       |
| 1980  | 952       |
| 1990  | 1234      |
| 2000  | 1316      |
| 2010  | 1367      |
| 2020  | 1709      |